# Lista över offentlig konst i Härnösands kommun
Lista över offentlig konst i Härnösands kommun är en ofullständig förteckning över främst utomhusplacerade skulpturer och annan offentlig konst i Härnösands kommun.

## Härnösand
| Titel                        | Konstnär(er)       | Årtal | Beskrivning                                               | Typ - material                                               | Stadsdel/ort         | Plats Koordinater                                                                       | Bild               |
| ---------------------------- | ------------------ | ----- | --------------------------------------------------------- | ------------------------------------------------------------ | -------------------- | --------------------------------------------------------------------------------------- | ------------------ |
| Elias Sehlstedt              | Gösta Almgren      | 1926  | Byst av Elias Sehlstedt                                   | byst - brons                                                 | Centrum              | Stadsparken, intill Brunnshusleden 62.6306, 17.9437                                     | Fler bilder        |
| Evolution                    | Hagbart Sollös     | 1991  |                                                           | skulpturserie i 3 delar - labradorgranit av typen Blue Pearl | Mellanholmen/Centrum | Två delar är placerade på Mellanholmen och en tredje del på Stora torget 62.632, 17.936 | Evolution          |
| Femöringarna                 | Karl Göte Bejemark | 1991  | Tunna skivor av brons placerade vid Gamla Landstatshuset. | skulptur - brons                                             | Centrum              | Länsstyrelsen, Nybrogatan 15 (Gamla Landstatshuset) 62.63237, 17.94651                  | Fler bilder        |
| Fiskafänget                  | Gösta Almgren      | 1930  |                                                           | fontänskulptur - brons                                       | Centrum              | Bakom Härnösands domkyrka 62.63106, 17.94326                                            | Fler bilder        |
| Form för kunskap             | Olof Hellström     | 1980  |                                                           | skulptur - brons                                             | Centrum              | Härnösands rådhus, Nybrogatan 8 62.63271, 17.94136                                      | Fler bilder        |
| Franzénmonumentet            | Carl Milles        | 1910  | Franzénmonumentet med skaldemöerna SELMA och FANNY        | skulptur - granit och brons                                  | Centrum              | Stadsparken, mot Rosenbäcksallén 62.6303, 17.947                                        | Fler bilder        |
| Lars Landgren                | Arvid Backlund     | 1945  | Byst över Lars Landgren                                   | byst - brons                                                 | Centrum              | Vid huvudingången till Härnösands domkyrka 62.6311, 17.94094                            | Fler bilder        |
| Ljuspunkten                  | Åke Lagerborg      | 1991  |                                                           | skulptur - syrafast stål                                     | Bondsjöstaden        | Folkets park, vid huvudbyggnaden 62.6344, 17.9195                                       |                    |
| Ludvig Nordström-monumentet  | Berndt Helleberg   | 1963  |                                                           | skulptur - granit och brons                                  | Mellanholmen         | Utanför Technichus entré 62.63035, 17.93727                                             | Fler bilder        |
| Pelle Molin                  | Carl Frisendahl    | 1929  | Byst över Pelle Molin.                                    | byst - brons                                                 | Murbergsstaden       | Murberget vid Spjutegården 62.6448, 17.9247                                             | Pelle Molin        |
| Sittande vildsvin            | Carl Frisendahl    |       |                                                           | skulptur - brons                                             | Norra Brännan        | Entrén Brännaskolan, Marinvägen 1 koordinater saknas                                    |                    |
| Sjöfartsmonumentet           | Sven Wallin        | 1969  |                                                           | skulptur - granit och brons                                  | Kronholmen           | Vid Nybron 62.63401, 17.93547                                                           | Sjöfartsmonumentet |
| Sommar                       | Eric Grate         | 1948  |                                                           | staty - brons                                                | Hovsjorden           | Kristinaskolans gård, Hovsgatan/Kristinagatan koordinater saknas                        |                    |
| Urnkvinnan                   | Eric Grate         | 1973  |                                                           | skulptur - röd granit                                        | Mellanholmen         | Härnösands teater 62.63003, 17.93643                                                    | Fler bilder        |
| Okänd titel                  | Okänd              |       | Ett flöte i jätteformat mitt i Nattviken.                 |                                                              |                      | Nattviken koordinater saknas                                                            |                    |
| Knullhäxan                   | Carolina Falkholt  | 2013  | Fasadmålning med kvinna i nätmönster.                     |                                                              | Kronholmen           | Holmgatan 62.63581, 17.93423                                                            | Knullhäxan         |
| Cubes                        | Cristos Gianakos   | 2000  |                                                           | Skulptur - Järn                                              |                      | Intill entrén, Sambiblioteket koordinater saknas                                        | Cubes              |
| Bertil Malmbergs minnesmärke | Marc Rizell        | 2012  | Skulptur föreställande Bertil Malmberg                    | Skulptur - Diabas                                            |                      | Utanför entrén, Sambiblioteket 62.63099, 17.94587                                       | Fler bilder        |
| Lekskulptur                  | Berndt Helleberg   | 1985  |                                                           | Lekskulptur - Glasfiberarmerad plast                         |                      | Mellanholmen bakom Technichus, vid gångbron koordinater saknas                          | Fler bilder        |
| Pan                          | Knut Erik Lindberg | 1949  |                                                           | Skulptur - Stengöt                                           |                      | Folkets park, väster om huvudbyggnaden koordinater saknas                               |                    |
| Kometfångaren                | Arne Falang        | 2002  |                                                           | Skulptur - stål, mässing, akrylplast                         | Mellanholmen         | Technichus koordinater saknas                                                           | Fler bilder        |
| Okänd titel                  | Okänd              |       |                                                           | Skulptur                                                     | Centrum              | Pumpbacksgatans trappa vid Storgatan koordinater saknas                                 |                    |
| Okänd titel                  | Erik Lindström     | 2014  | Fasadmålning kvinna.                                      |                                                              | Murberget            | Folkhögskolan, Varvsbacken 62.64165, 17.93199                                           |                    |
| Okänd titel                  | Elina Metso        | 2018  | Fasadmålning kvinna.                                      |                                                              | Mellanholmen         | Fyrenhuset, Garvaregatan 62.62992, 17.93743                                             |                    |

## Offentlig konst i Härnösand inomhus
Konstverk som finns inomhus i offentliga/statligt ägda lokaler/utrymmen.
| Titel                | Konstnär(er)               | Årtal | Beskrivning | Typ - material          | Stadsdel/ort | Plats Koordinater                                                              | Bild                                                             |
| -------------------- | -------------------------- | ----- | ----------- | ----------------------- | ------------ | ------------------------------------------------------------------------------ | ---------------------------------------------------------------- |
| Skin Graph           | Kristina Jansson           | 2010  |             | Måleri                  |              | Saltvik kriminalvårdsanstalt/gestaltning inomhus (inomhus) koordinater saknas  | Det är troligen inte ok att ladda upp en bild av detta konstverk |
| Love Conquers All    | Tamara Malmeström de Laval | 2010  |             | Måleri                  |              | Saltvik kriminalvårdsanstalt/interiör gestaltning (inomhus) koordinater saknas | Det är troligen inte ok att ladda upp en bild av detta konstverk |
| Pärlhalsbandet       | Anna Kristensen            | 2013  |             | Pärlhalsband - Glas m.m |              | Finns i Härnösands Central (inomhus) koordinater saknas                        | Det är troligen inte ok att ladda upp en bild av detta konstverk |
| The Sight of Silence | Karin Ögren                | 2000  |             | Måleri                  |              | (inomhus) koordinater saknas                                                   | Det är troligen inte ok att ladda upp en bild av detta konstverk |
| Ingivelse            | Karin Törnell              | 2005  |             | Skulptur                |              | Kristinaskolan/foaljé vid aulan (inomhus) koordinater saknas                   | Det är troligen inte ok att ladda upp en bild av detta konstverk |
| 4 Molly's            | Roger Metto                | 2005  |             | Måleri                  |              | Kristinaskolan/Aulan (inomhus) koordinater saknas                              | Det är troligen inte ok att ladda upp en bild av detta konstverk |